# بخش سولاپور
بخش سولاپور (به انگلیسی: Solapur district) یک منطقهٔ مسکونی در هند است که در بخش پون واقع شده‌است. بخش سولاپور ۱۴٬۸۹۵ کیلومتر مربع مساحت و ۴٬۳۱۷٬۷۵۶ نفر جمعیت دارد.